# Wolffia globosa
Wolffia globosa biljna vrsta u rodu sitne leće, najmanja cvjetnica na svijetu promjera 0,1-0,2 mm (0,004-0,008 inča).
Izvorno područje ove vrste je tropska i suptropska Azija. To je vodena jednogodišnja biljka i raste prvenstveno u sezonski suhim tropskim biomima. Koristi se kao hrana za životinje i ljude, i kao lijek. Popularan je proizvod u tajlandskoj kuhinji.

## Sinonimi
- Grantia globosa (Roxb.) Griff. in Hort. Suburb. Calcutt.: 692 (1845)
- Lemna globosa Roxb. in Fl. Ind., ed. 1832. 3: 565 (1832)
- Telmatophace cylindracea Welw. ex Hegelm. in Lemnac.: 123 (1868)
- Wolffia schleidenii Miq. in Ned. Kruidk. Arch. 3: 428 (1855)

## Galerija
- W. globosa
- W. globosa